# Столбцовский район

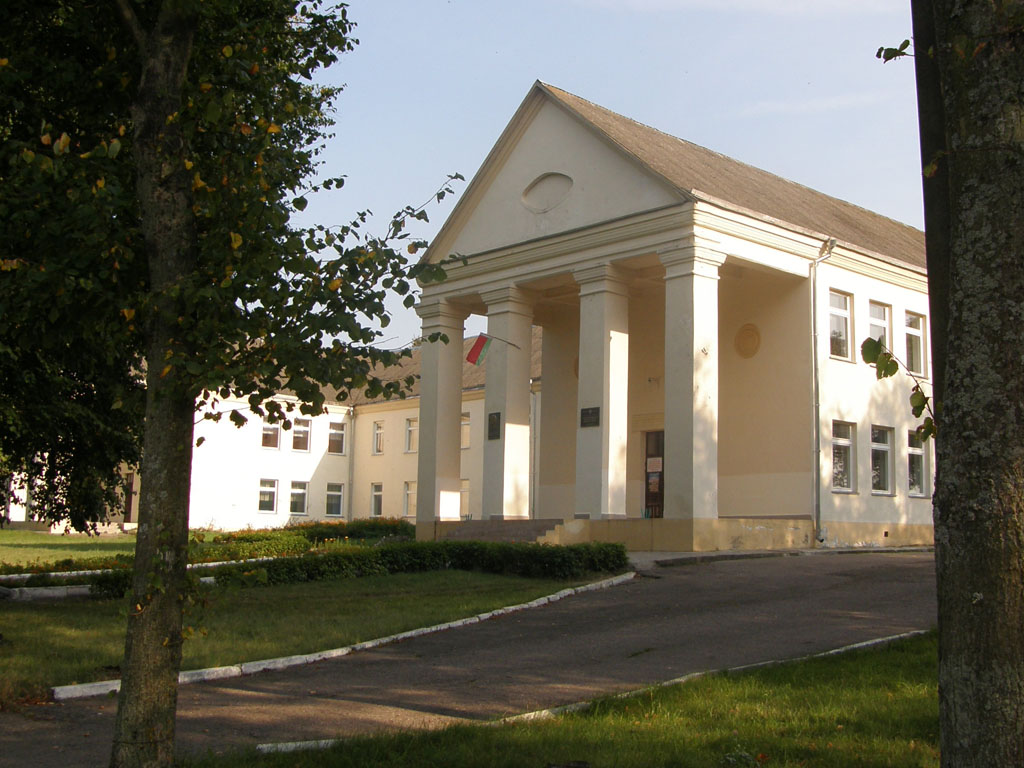
Литературно-этнографический музей Якуба Коласа в Миколаевщине

Столбцо́вский район (бел. Стаўбцоўскі раён) — административная единица в западной части Минской области Республики Беларусь. Административный центр — город Столбцы.
Численность населения — 37 185 человек (на 1 января 2025 года).

## Географическая характеристика
Площадь территории района составляет 1 885 км². Район граничит на севере с Воложинским районом, на востоке — с Дзержинским, Узденским и Копыльским районами, на юге — с Несвижским районом и на западе — с Кореличским, Новогрудским и Ивьевским районами Гродненской области.
Крупнейшая и основная река района — Неман, крупнейшее озеро — Кромань. Основные реки — Неман, Уса, Сула. 46,4 % территории района покрыто лесом, 2 % территории занимают болота. В районе находится Околовское месторождение железных руд. Есть также крупнопесчаный материал, глина, строительные пески.
Столбцовский район практически полностью располагается в пределах Столбцовской равнины, лишь северо-восточная часть располагается на склонах Минской возвышенности. На территории района преобладают высоты 100—150 метров над уровнем моря. Высшая точка — 340 метров над уровнем моря (гора Дубовая).

### Природа
На территории района расположена Налибокская пуща.

## Геральдика
Герб и флаг учреждены Указом Президента Республики Беларусь от 20 ноября 2006 года № 691 и зарегистрированы в Государственном геральдическом регистре 22 ноября 2006 года № Б-99 и № Б-100. Одобрены решением Столбцовского районного Совета депутатов от 30 января 204 года № 38.

## История
В начале XVII века, Столбцы — местечко, которое входило в Минский повет Великого княжества Литовского. Принадлежало А. Слушку, который в 1623 году основал здесь монастырь доминиканцев с костёлом. Во время войны России с Речью Посполитой в 1655 году местечко было разграблено и сожжено, погибло больше половины жителей, но потом восстановлено. Большие разрушения Столбцы пережили в Северной войне 1700—1721 годов, но затем снова быстро возродились. В начале XVIII века они перешли в собственность С. Денгофа. С 1728 году принадлежали Чарторыйским и стали центром графства. Здесь было 144 двора, стояла церковь, костёл, ратуша, действовала школа, монастырь с госпиталем, корчма, крупная речная пристань. В 1729 году местечку Столбцы было жаловано магдебургское право.
После второго раздела Речи Посполитой в 1793 году Столбцы вошли в состав Российской империи. С 1796 года Столбцы — центр волости Минского уезда. Крупные разрушения и потери понесли во время войны 1812 года. В 1822 году здесь начало работать приходское училище. В 1831 году Столбцы были конфискованы за поддержку Чарторыйскими польского восстания 1830—1831 годов и стали государственной собственностью. В 1869 году было открыто народное училище для мальчиков, а в 1875 году — для девочек.
В Столбцах располагалась церковь, костёл, ратуша, действовал монастырь с госпиталем. В 1871 году за 2 километрах от местечка на железной дороге Москва—Брест основана одноимённая станция. В 1874 году была построена спичечная фабрика, работал лесопильный завод.
После многочисленных пожаров во второй половине XIX — начале XX века Столбцы начали застраиваться в направлении железнодорожной станции. В 1909 году было открыто городское училище. В XIX веке здесь располагалась одна из самых главных пристаней на Немане. Были развиты ремесло и торговля, строились речные судна. Отсюда вывозили зерно, лесоматериалы, пеньку, смолу.
По Рижскому мирному договору 1921 года Столбцы отошли к Польше и стали городом, центром гмины Столбцовского повета Новогрудского воеводства. В центре повета насчитывались 2956 жителей. Город был пограничной железнодорожной станцией. В 1939 году, после польского похода Красной Армии, территория Столбцовщины вошла в состав Белорусской ССР.
15 января 1940 года был образован Столбцовский район в Барановичской области, первоначальная территория района составила 549,9 км² с населением 47 752 человека, насчитывалось 214 сельских населённых пунктов, в том числе 101 деревня, насчитывалось 8 168 дворов (из них — 4 282 хуторских). На территории района располагались 30 имений помещиков, действовали 54 школы, 9 сельклубов, 2 больницы, 8 хат-читалень, 6 почтовых отделений. Первый номер районной газеты «Знамя», второй номер вышел под названием «Голос селянина», с 1 мая 1962 года — «Прамень» (с бел.  — луч). 12 октября 1940 года район был административно разделён на 14 сельсоветов: Опечковский, Аталезский, Воротищенский, Говезновский, Задворский, Залужский, Засульский, Миколаевщинский, Новосверженский, Погорельский, Перетокский, Старинский, Шашковский, Ячновский сельсоветы. Часть современного района с января 1940 года входила в состав Ивенецкого района и включала 8 сельсоветов: Деревнянский, Литвенский, Налибокский, Новиковский, Рубежевичский, Рудненский, Теребейновский, Хотовской сельсоветы. В конце июня 1940 года в районе действовали 5 колхозов, 68 школы (2 средние, 16 неполных средних, 50 начальных). В 1941 году в районе действовали уже 7 колхозов, которые объединяли 443 сельских хозяйства.
С 27 июня 1941 года по 2 июля 1944 года район был оккупирован немецко-фашистскими захватчиками. Оккупанты уничтожили в районе 4 892 мирных жителя, сожгли 28 деревень и хуторов (15 из них не восстановились), вывезены на принудительные работы в Германию были 666 человек, уничтожены 6 колхозов, была уничтожена машинно-тракторная станция. На современной территории района действовали Ивенецкий межрайонный партийный центр (14 апреля — 19 декабря 1943 года), Столбцовский районный подпольный комитет КП(б)Б (15 октября 1943 — 6 июля 1944 года) и ЛКСМБ (20 октября 1943 — 5 июля 1944 года), Столбцовское и Ивенецкое партизанские объединения (партизанские бригады: 18-я им. Фрунзе, им. Жукова, им. Пономаренко, им. Сталина, им. Чкалова, им. Щорса, «Комсомолец», Н. М. Никитина, партизанские отряды: П. А. Альбина, им. Жданова, им. Кутузова, «Местные» и др.). Издавалась подпольная газета «Голос селянина». Район был освобождён в начале июля 1944 года войсками 1-го и 2-го Белорусского фронтов в ходе Минской наступательной операции 1944 года. Город Столбцы был освобождён 2 июля 1944 года частями 30-й кавалерийской дивизии. На территории района погребены 552 советских воина и партизана, погибшие во время войны.
В послевоенные годы были восстановлены предприятия местной промышленности (Засульский спиртзавод, Новосверженский лесозавод, железнодорожное депо и др.). Сразу после освобождения стали работать 2 средние, 14 неполных средних и 78 начальных школ. Были открыты 50 вечерних школ, 52 кружка по ликвидации безграмотности, открыты больницы в Столбцах и Засулье, фельдшерско-акушерские пункты в деревнях Аталезь, Воротище, Новый Свержень, Миколаевщина. На 17 сентября 1949 года в районе действовали 40 колхозов. До осени 1950 года в 118 сельских населённых пунктах были созданы 85 колхозов, которые объединяли 7906 хозяйств.
8 января 1954 года район был передан из упразднённой Барановичской области в состав Минской области. 17 апреля 1962 года к району присоединены Литвенский, Прудовский (с 8 июня 1963 — Налибокский), Рубежевичский, Хотовской сельсоветы упразднённого Ивенецкого района. С 25 декабря 1962 года по 6 января 1965 года в состав района входили г. п. Ивенец, Волменский, Зареченский, Подневичский сельсоветы Воложинского района. 1 мая 1983 года на территории района был образован Тесновский сельсовет, 31 июля 2007 года — Новоколосовский сельсовет.
20 октября 1995 года административные единицы Столбцовский район и город Столбцы, имеющие общий административный центр, объединены в одну административную единицу — Столбцовский район.
30 октября 2009 года был упразднён Слободской сельсовет. В 2013 году упразднены Аталезский, Воротищенский, Засульский, Тесновский сельсоветы.

## Население
| Национальный состав населения (на 2009 год) | Национальный состав населения (на 2009 год) | Национальный состав населения (на 2009 год) | Национальный состав населения (на 2009 год) | Национальный состав населения (на 2009 год) |
| Национальность (чел.)                       |                                             |                                             | %                                           |                                             |
| ------------------------------------------- | ------------------------------------------- | ------------------------------------------- | ------------------------------------------- | ------------------------------------------- |
| белорусы — 31 547 чел.                      |                                             |                                             | 75.1 %                                      |                                             |
| поляки — 6 893 чел.                         |                                             |                                             | 16.41 %                                     |                                             |
| русские — 2 453 чел.                        |                                             |                                             | 5.84 %                                      |                                             |
| украинцы — 484 чел.                         |                                             |                                             | 1.15 %                                      |                                             |
| другие — 630 чел.                           |                                             |                                             | 1,5 %                                       |                                             |
| всего — 42 007 чел.                         |                                             |                                             | 100.0 %                                     |                                             |

### Численность
Численность населения — 37 185 человек (на 1 января 2025 года), в том числе городское — 17 701 человек (Столбцы — 17 701 человек), сельское — 19 484 человек.
Численность населения — 37 546 человек (на 1 января 2024 года), из них городское (Столбцы) — 17 737 человек, сельское — 19 809 человек.
На 1 января 2023 года численность населения Столбцовского района — 37 753 человек, в Столбцы — 17 640 человек.
Численность населения района на 1 января 2019 года 39 086 человек, в сравнении с аналогичным периодом 2018 года количество жителей района сократилось на 130 человек (−0,33 %). В городских условиях проживают 17 077 (43,69 %) жителей, в сельских — 22 009 (56,31 %) жителей района. По численности населения Столбцовский район занимает девятое место среди районов Минской области и его население составляет 2,74 % от численности её населения.

### Национальный состав
По данным переписи населения 2009 года, национальный состав населения выглядит следующим образом: белорусы составляют 75,1 % жителей, второй по численности этнической группой являются поляки (16,41 %), русские составляют 5,84 % населения, украинцы — 1,15 %. По данным той же переписи населения, в Столбцовском районе, белорусский язык родным назвали 80,75 % опрошенных, а русский язык — 18,36 %. Однако, языком домашнего общения белорусский был назван 55,53 % жителей области, в то же время как русский язык — 42,59 % участниками переписи.
Демография
В 2018 году 17,6 % населения района было в возрасте моложе трудоспособного, 52,7 % — в трудоспособном, 29,7 % — старше трудоспособного. Ежегодно в районе рождается 430—530 детей и умирает 700—860 человек. Коэффициент рождаемости — 11,3 на 1000 человек в 2017 году, коэффициент смертности — 18,1. Сальдо внутренней миграции в 2017 году отрицательное (-33 человека), в 2015—2016 годах было положительным. В 2017 году в районе были заключены 281 брак (7,1 на 1000 человек) и 125 разводов (3,2).
| Численность населения (по годам) | Численность населения (по годам) | Численность населения (по годам) | Численность населения (по годам) | Численность населения (по годам) | Численность населения (по годам) | Численность населения (по годам) | Численность населения (по годам) | Численность населения (по годам) | Численность населения (по годам) |
| 1939                             | 1970                             | 1979                             | 1989                             | 1991                             | 1996                             | 1999                             | 2001                             | 2002                             | 2003                             |
| -------------------------------- | -------------------------------- | -------------------------------- | -------------------------------- | -------------------------------- | -------------------------------- | -------------------------------- | -------------------------------- | -------------------------------- | -------------------------------- |
| 47 752                           | ↗58 424                          | ↘53 238                          | ↘49 915                          | ↘49 000                          | ↘48 500                          | ↘47 653                          | ↘47 266                          | ↘46 746                          | ↘45 966                          |
| 2004                             | 2005                             | 2006                             | 2007                             | 2008                             | 2009                             | 2010                             | 2011                             | 2012                             | 2013                             |
| ↘45 279                          | ↘44 438                          | ↘43 703                          | ↘43 202                          | ↘42 749                          | ↘42 552                          | ↘41 871                          | ↘41 286                          | ↘40 816                          | ↘40 506                          |
| 2014                             | 2015                             | 2016                             | 2017                             | 2018                             | 2019                             | 2023                             | 2024                             |                                  |                                  |
| ↘40 238                          | ↘39 917                          | ↘39 758                          | ↘39 514                          | ↘39 216                          | ↘39 086                          | 37 753                           | 37 546                           |                                  |                                  |

## Административное деление

Административно-территориальное деление Столбцовского района

В состав Столбцовского района входит 201 сельский населённый пункт, объединённых в 11 сельсоветов, г. Столбцы является городом районного подчинения:
| №   | Название сельсовета (города р-ного значения) | Адм. центр          | Население (чел., 2018) | Площадь, км² | Число хозяйств | Кол-во нас. пунктов |
| --- | -------------------------------------------- | ------------------- | ---------------------- | ------------ | -------------- | ------------------- |
| 1.  | Вишневецкий                                  | аг. Вишневец        | ↘ 2046                 | 107,4        | 895            | 15                  |
| 2.  | Деревнянский                                 | аг. Деревная        | ↘ 2528                 |              | 1102           | 17                  |
| 3.  | Заямновский                                  | аг. Заямное         | ↘ 3089                 | 118,8        | 1289           | 11                  |
| 4.  | Литвенский                                   | д. Литва            | ↘ 1575                 | 244,5        | 769            | 41                  |
| 5.  | Миколаевщинский                              | д. Миколаевщина     | ↘ 1785                 |              | 720            | 13                  |
| 6.  | Налибокский                                  | аг. Налибоки        | ↘ 1024                 | 365,7        | 539            | 17                  |
| 7.  | Новоколосовский                              | п. Новоколосово     | ↘ 1977                 | 30,8         | 937            | 2                   |
| 8.  | Новосверженский                              | д. Новый Свержень   | ↘ 1853                 | 8,7          | 822            | 2                   |
| 9.  | Рубежевичский                                | аг. Рубежевичи      | ↘ 2219                 | 223,6        | 1056           | 33                  |
| 10. | Старосверженский                             | аг. Старый Свержень | ↘ 2841                 |              | 1297           | 19                  |
| 11. | Шашковский                                   | аг. Шашки           | ↘ 2229                 | 239,9        | 1155           | 31                  |
| 12. | г. Столбцы                                   | —                   | ↗ 16 946               | 10,9         | —              | 1                   |

## Экономика
Выручка от реализации продукции, товаров, работ, услуг за 2017 год составила 443,2 млн рублей (около 221 млн долларов), в том числе 175,6 млн рублей пришлось на сельское, лесное и рыбное хозяйство, 160,7 млн на промышленность, 26,7 млн на строительство, 36,4 млн на торговлю и ремонт, 43,7 млн на прочие виды экономической деятельности.
Средняя зарплата работников в Столбцовском районе составила 84,8 % от среднего уровня по Минской области.

### Промышленность
Крупнейшие промышленные предприятия района — филиал Минского моторного завода в Столбцах (1480 работников; производит детали и узлы к дизельным двигателям и товары народного потребленя, занимается переоборудованием автомобилей и сельскохозяйственной техники дизельной техникой ММЗ) и ОАО «Столбцовский мясоконсервный комбинат». Действуют также:
- Ремонтно-механические мастерские станции Столбцы Белорусской железной дороги
- РУПП «Новосверженский лесозавод»
- ОАО «Торфо-брикетный завод Неман»
- Столбцовский филиал ОАО «Городейский сахарный комбинат» (плодоовощные консервы, соки и нектары)
- ОАО «Столбцовский кирпичный завод» в деревне Аталезь
- Хотовский спиртзавод (филиал ОАО «Минск Кристалл») в посёлке Школьный[26]

СЗАО "Агрокомбинат «Колос» занимается производством готовых продуктов питания и сельскохозяйственного сырья (мяса птицы).

### Сельское хозяйство
В 2017 году сельскохозяйственные организации района собрали 74 тыс. т зерновых и зернобобовых культур при урожайности 33,7 ц/га, 380 т льноволокна при урожайности 8,4 ц/га, 163,2 тыс. т сахарной свёклы при урожайности 544 ц/га. Под зерновые культуры в 2017 году было засеяно 21,9 тыс. га пахотных площадей, под лён — 0,5 тыс. га, под сахарную свёклу — 3 тыс. га, под кормовые культуры — 21,5 тыс. га.
В 2017 году сельскохозяйственные организации района реализовали 13,1 тыс. т мяса скота и птицы и произвели 91,1 тыс. т молока (средний удой — 5476 кг). На 1 января 2018 года в сельскохозяйственных организациях района содержалось 49,8 тыс. голов крупного рогатого скота, в том числе 16,5 тыс. коров. Птицефабрики Столбцовского района в 2017 году произвели 9,5 млн яиц.

## Инфраструктура

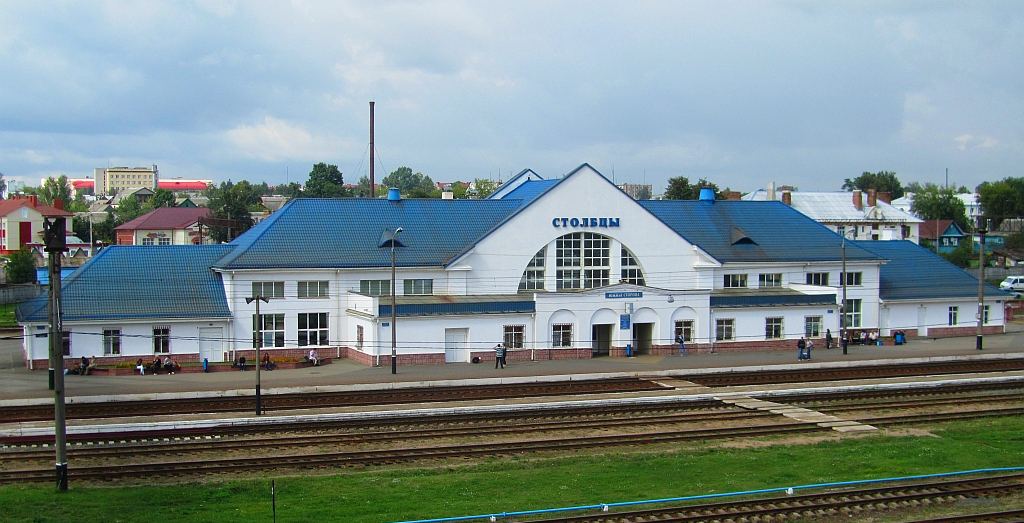
Железнодорожный вокзал в Столбцы

### Транспорт
Через район проходит линия железной дороги «Москва—Минск—Брест» и автомобильная магистраль М1 того же направления (Брест (Козловичи) — Минск — граница Российской Федерации (Редьки). Другие немаловажные автомобильные дороги на территории района: Р12 (Несвиж — Клецк), Р2E 85 (Столбцы — Ивацевичи — Кобрин), Р54 (Першаи — Ивенец — Несвиж), Р64 (Столбцы — Мир).

### Социальная инфраструктура
В 2017/2018 учебном году в районе действовало 26 учреждений дошкольного образования, которые обслуживали 1435 детей, и 22 учреждения общего среднего образования, в которых обучалось 4235 детей. Учебный процесс обеспечивало 653 учителя.
В 2016 году в организациях Министерства здравоохранения Республики Беларусь, расположенных на территории района, работало 102 практикующих врача (25,8 на 10 тысяч человек) и 388 средних медицинских работников (98,2 на 10 тысяч человек). В больницах насчитывалось 314 коек (79,5 на 10 тысяч человек).
В деревне Николаевщина действует ГУ «Николаевщинский дом-интернат для ветеранов войны, труда и инвалидов», рассчитанный на 333 человека.
В 2017 году публичные библиотеки района посетили 11,2 тыс. человек. В 2017 году в районе действовало 20 клубов.
В районе существует профессиональный футбольный клуб «Неман-Агро», выступающий во второй лиге Чемпионата Беларуси по футболу. Подготовкой спортсменов и физкультурно-оздоровительной работой занимаются ГУ «ДЮСШ Столбцовского района» и «ДЮСШ ППО ОАО ПМК-74-Налибоки».

## Культура
- Музей-усадьба «Дзержиново» в х. Дзержиново, д. Петриловичи. В 2016 году его посетили 3,5 тыс. человек[42]
- В д. Сула Литвенского сельсовета расположен усадебно-парковый комплекс «Панскі маёнтак Сула» — историко-культурный и туристический комплекс. На его основе создан Парк-музей интерактивной истории «Сула»[43]
- Литературно-этнографический музей в д. Миколаевщина — филиал Государственного литературно-мемориального музея Якуба Коласа. Объединяет мемориальные усадьбы «Акинчицы» (г. Столбцы), «Ласток», «Альбуть», «Смольня»
- Художественная галерея «Палац» в г. Столбцы

## Достопримечательность
- Костёл Святого Иосифа в аг. Рубежевичи
- Церковь святого Иоанна Предтечи в аг. Вишневец
- Усадьба Брохоцких (первая половина XIX века) в д. Великий Двор
- Православная церковь иконы Богоматери в д. Великий Двор
- Костёл Вознесения Пресвятой Девы Марии в аг. Деревная
- Католический храм Вознесения Девы Марии в аг. Налибоки
- Православный храм святого Архангела Михаила в аг. Налибоки
- Церковь Успения Пресвятой Богородицы в д. Новый Свержень
- Костёл святых Петра и Павла в д. Новый Свержень
- Водяная мельница на реке Жатеревка (XIX век) в д. Новый Свержень
- Фрагменты бывшей усадьбы Ленских: парк, водоём, часовня, хозяйственные постройки, служебное помещение, ледовня (погреб), конец XVIII — начало XX вв. в д. Сула
- Католическая часовня Сердца Иисуса в д. Жатерево
- Деревянная католическая часовня св. Роха в д. Отцеда
- Католическая часовня св. Иосифа (1847 год) в д. Куль
- Фрагменты усадьбы Крупских (конец XIX века) в аг. Засулье
- Церковь Пресвятого Сердца Иисуса в д. Хотова
- Церковь великомученика Георгия Победоносца в д. Слободка
- Мемориальный комплекс «Дзержиново»
- «Мощеный участок тракта „Новый Свержень-Мир“ (мощеная проезжая часть, обочина, придорожные посадки деревьев)» на 1,8-3,1 км участка автомобильной дороги Н-23055 «Подъезд к г. Столбцы от а/д Р-2/Е 85 Столбцы — Ивацевичи — Кобрин» —  Историко-культурная ценность Республики Беларусь, шифр 613Г000667.

### Памятники природы, заказники
- Ботанический памятник природы местного значения «Ландшафтный парк в деревне Сула»
- Ботанический памятник природы местного значения "Парк «Новая веска»
- Гидрологический памятник природы местного значения «Родник Красный»
- Гидрологический памятник природы местного значения «Судницкие родники»

## Галерея

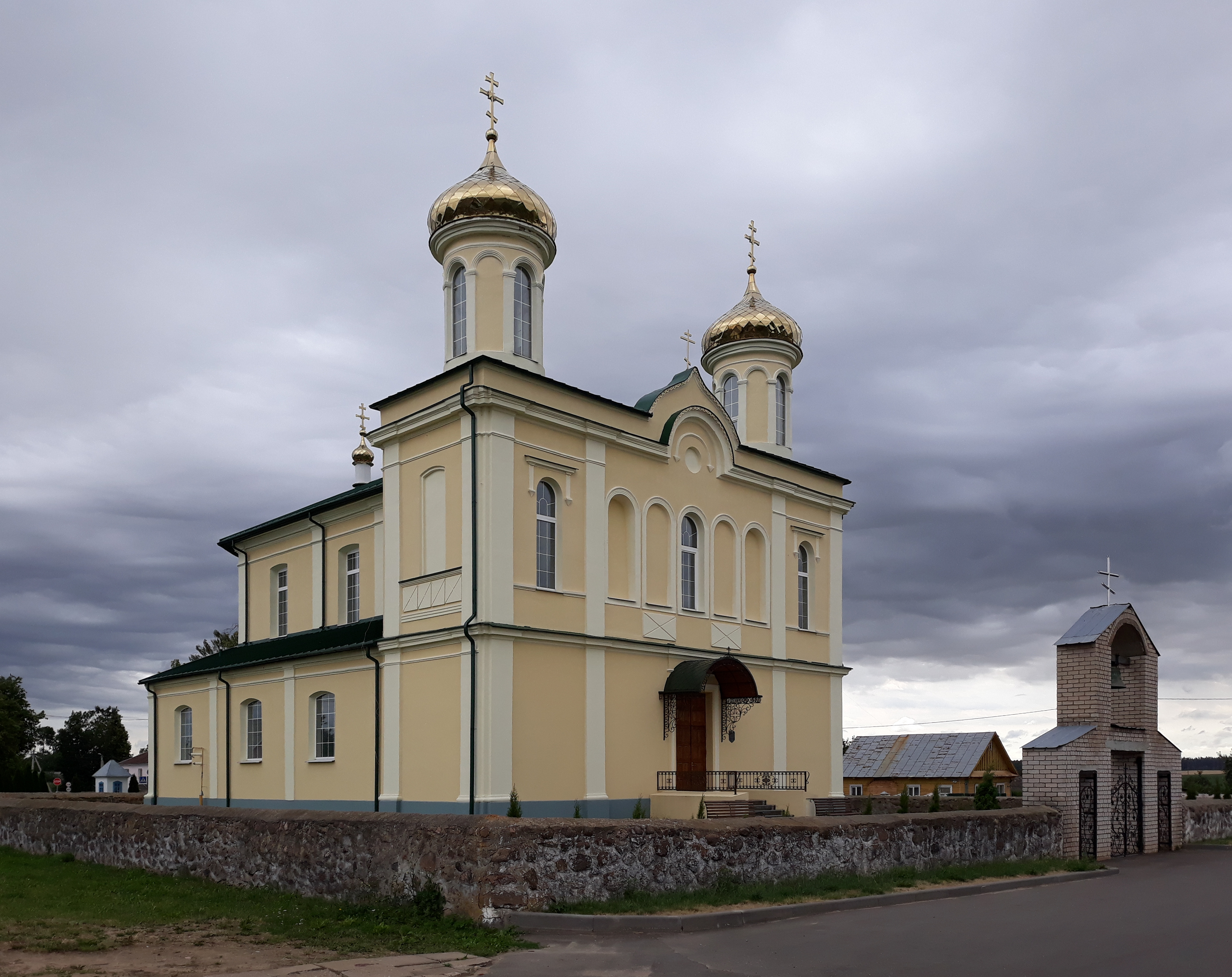
Церковь святого Иоанна Предтечи в Вишневец
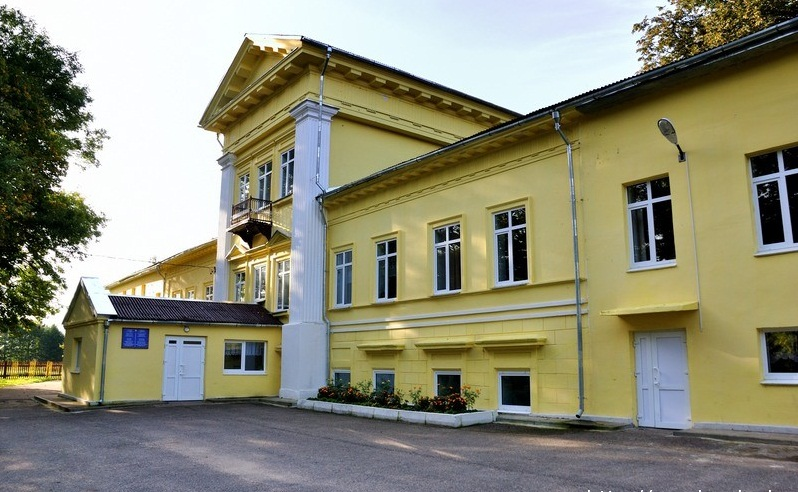
Усадьба Брохоцких (первая половина XIX века) в Великий Двор
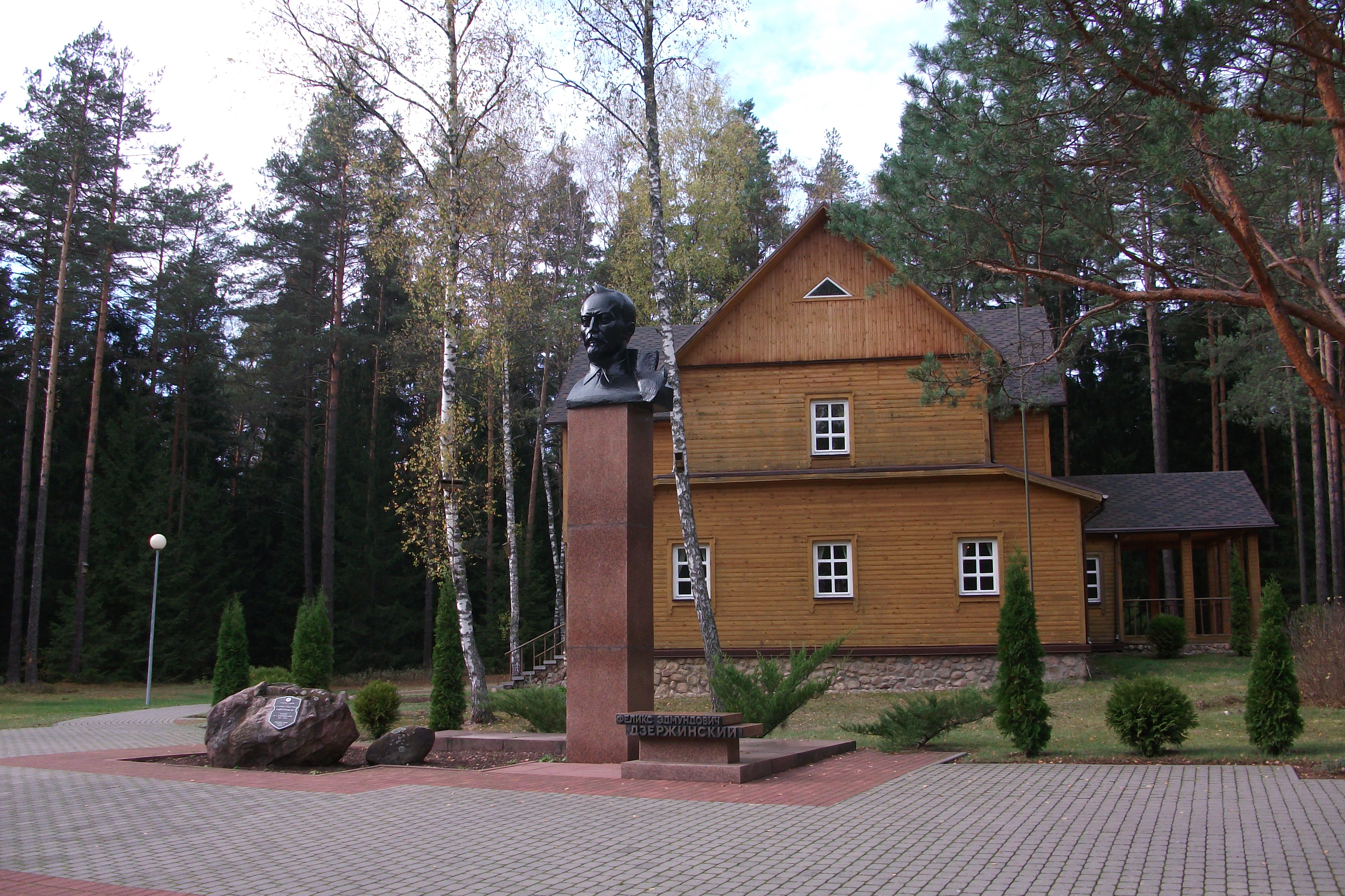
Мемориальный комплекс «Дзержиново»
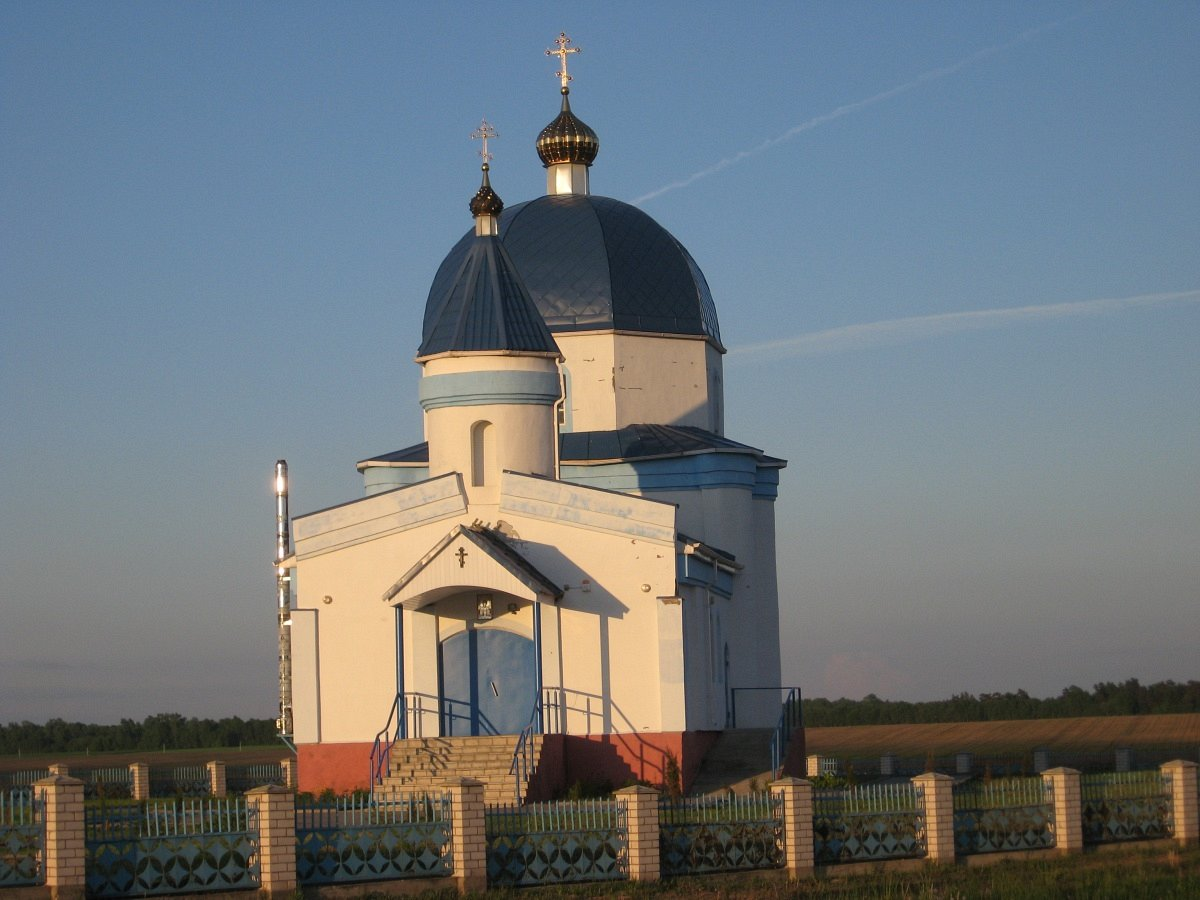
Православная церковь иконы Богоматери в Великий Двор
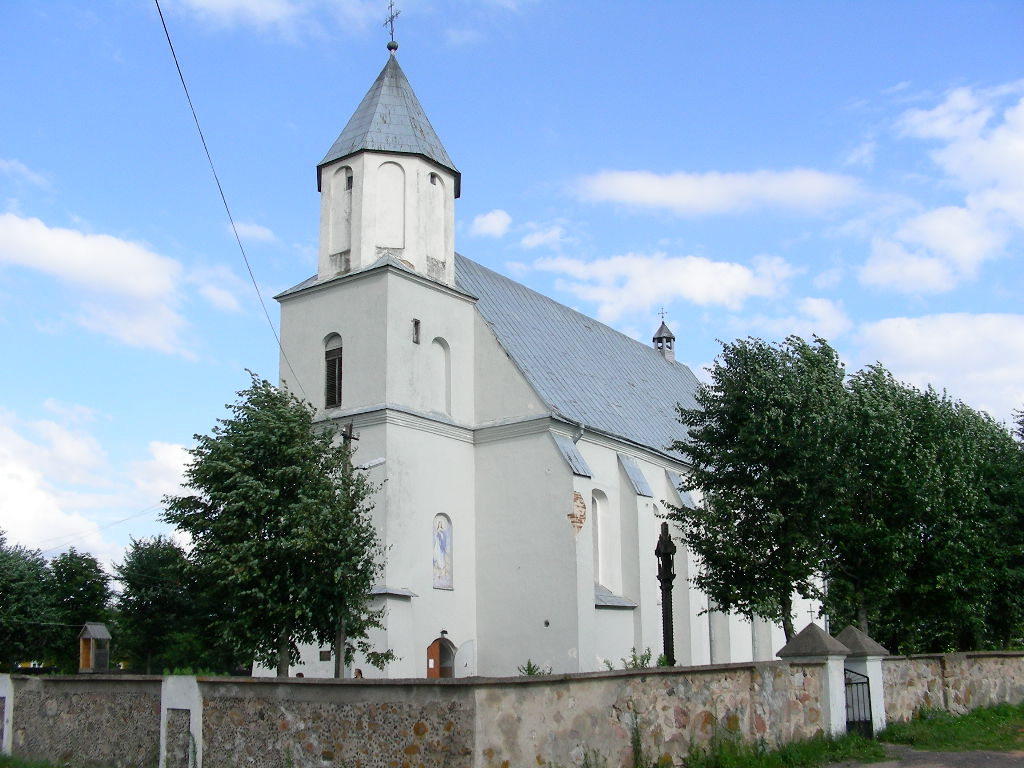
Костёл Вознесения Пресвятой Девы Марии в Деревная
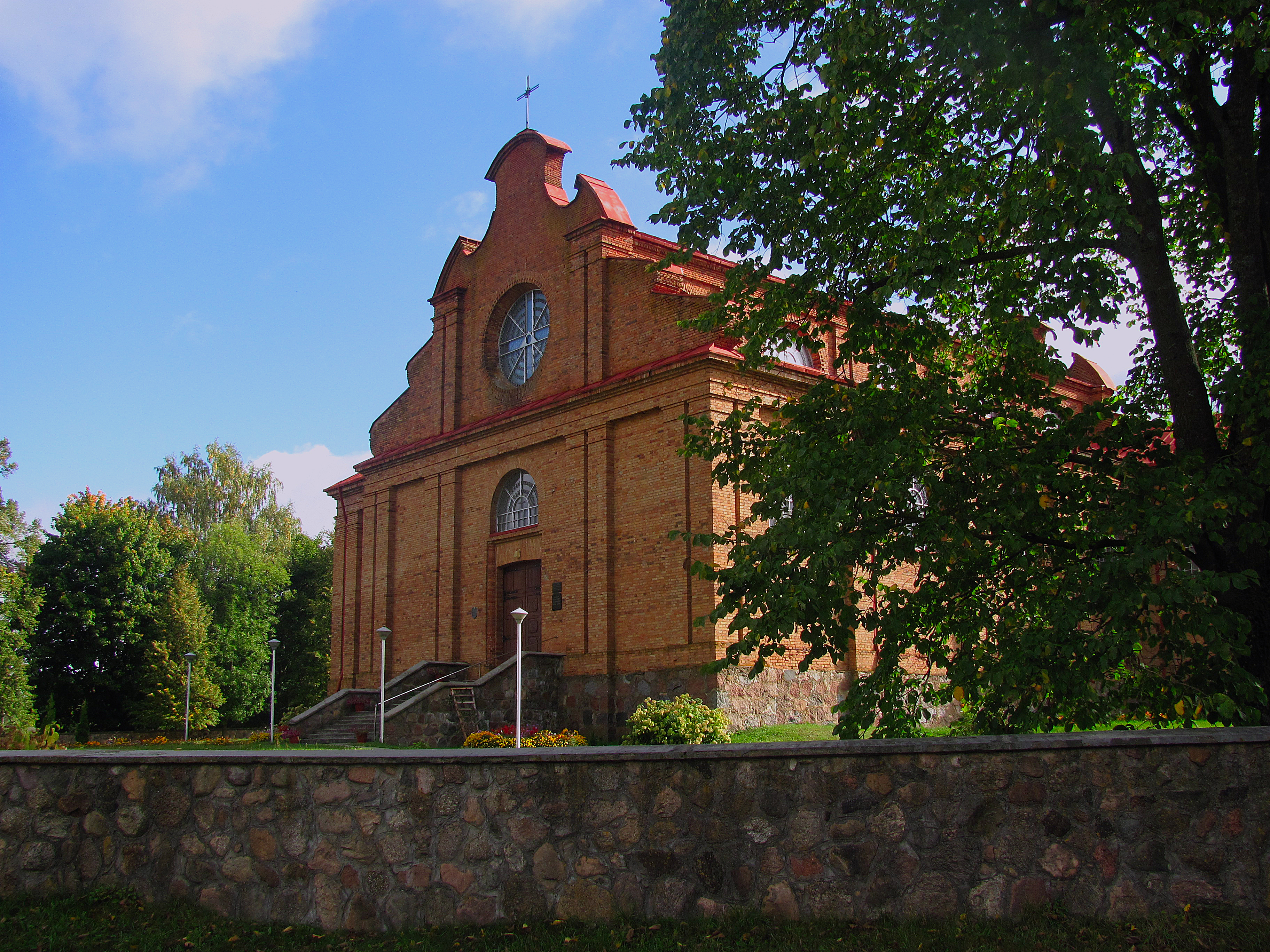
Католический храм Вознесения Девы Марии в Налибоки
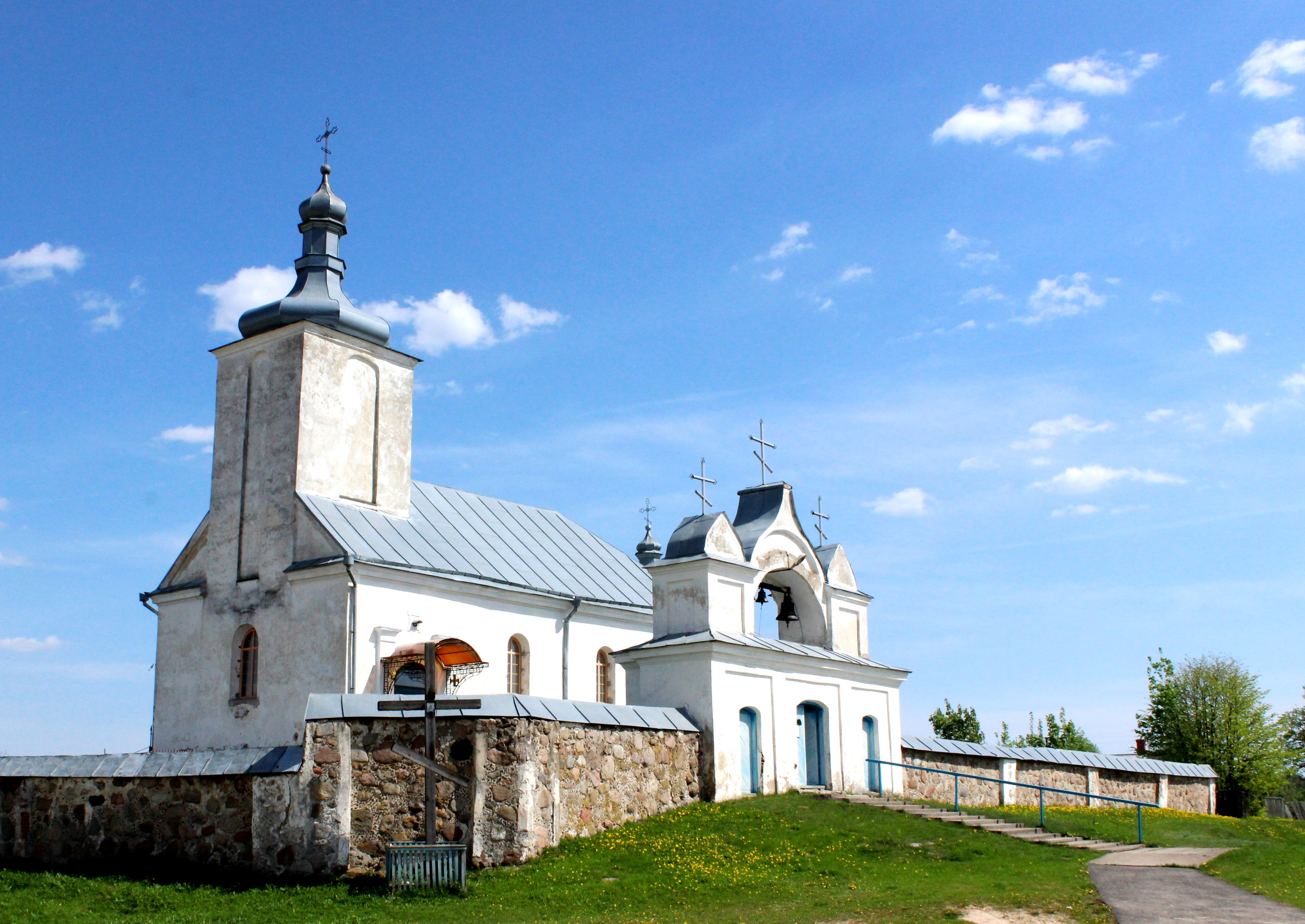
Церковь Успения Пресвятой Богородицы в Новый Свержень
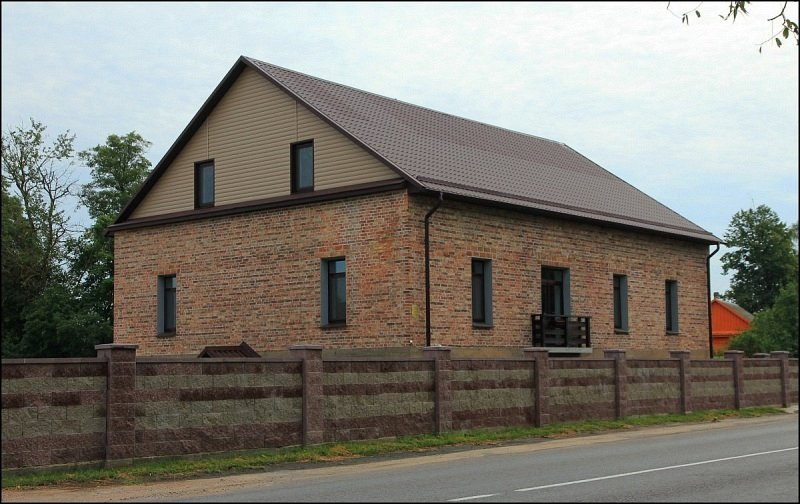
Водяная мельница в Новый Свержень
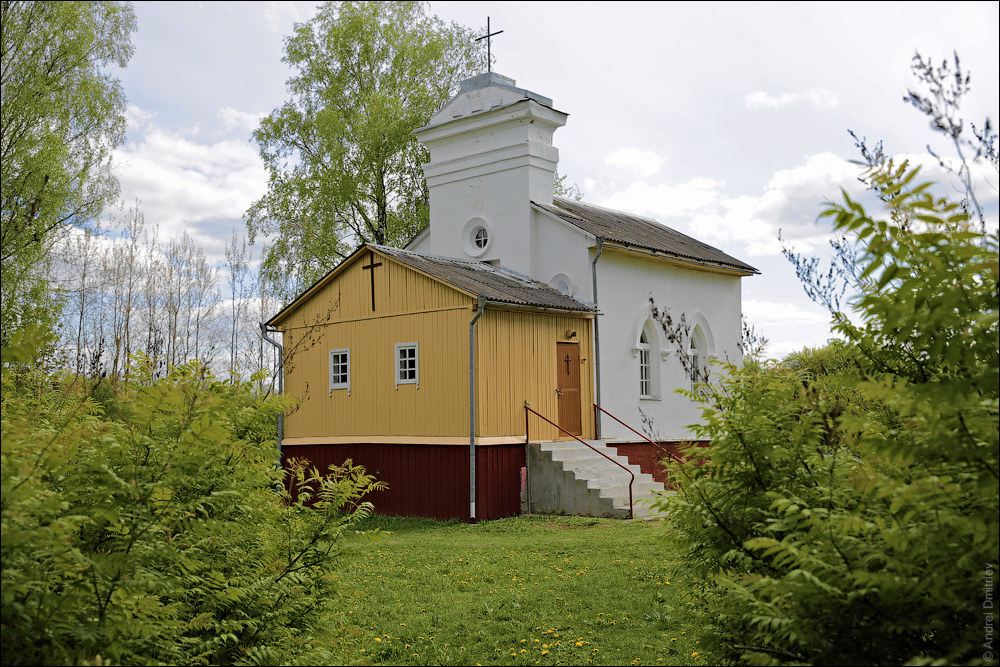
Католическая часовня св. Иосифа в Куль
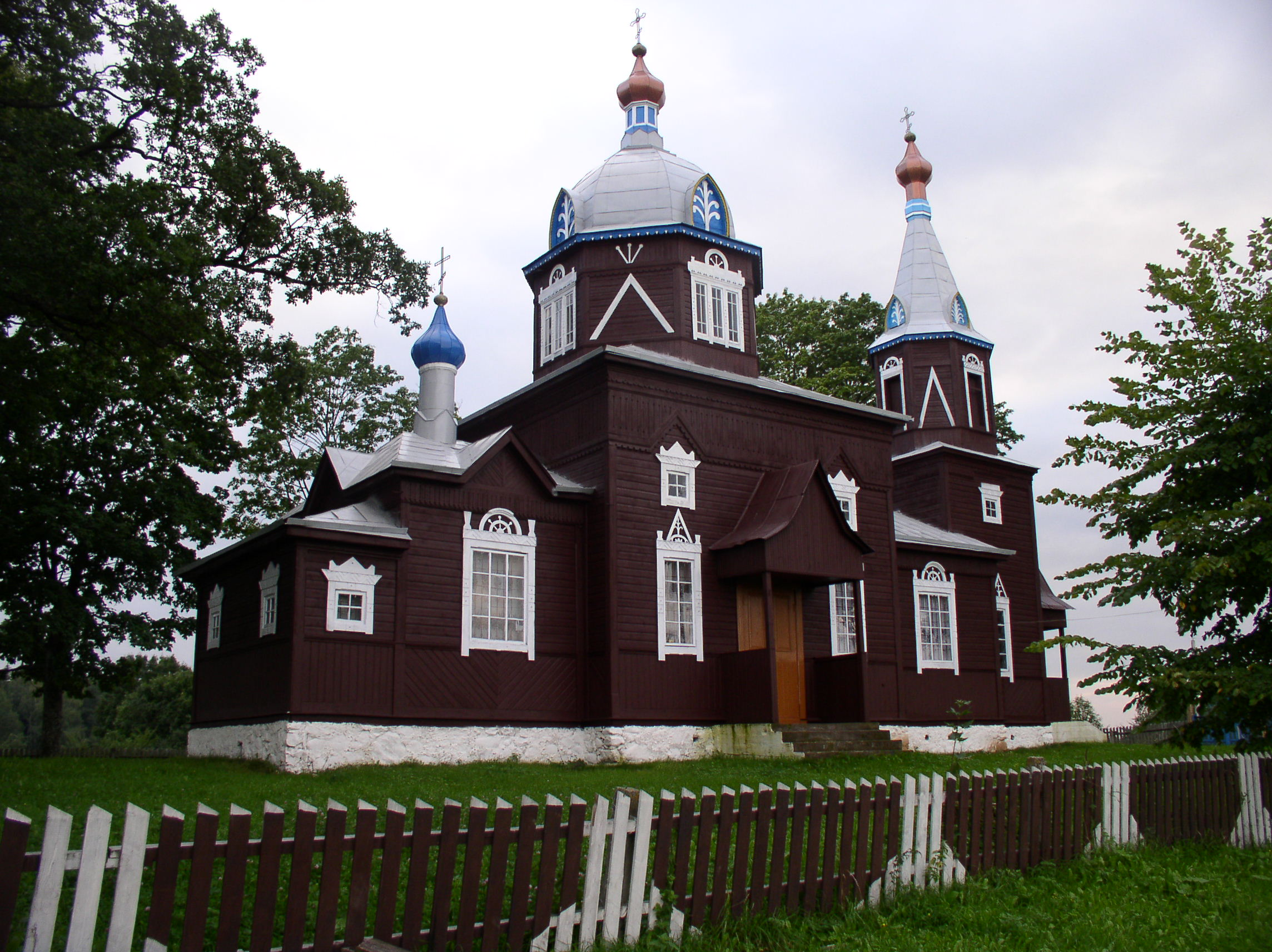
Церковь великомученика Георгия Победоносца в Слободка
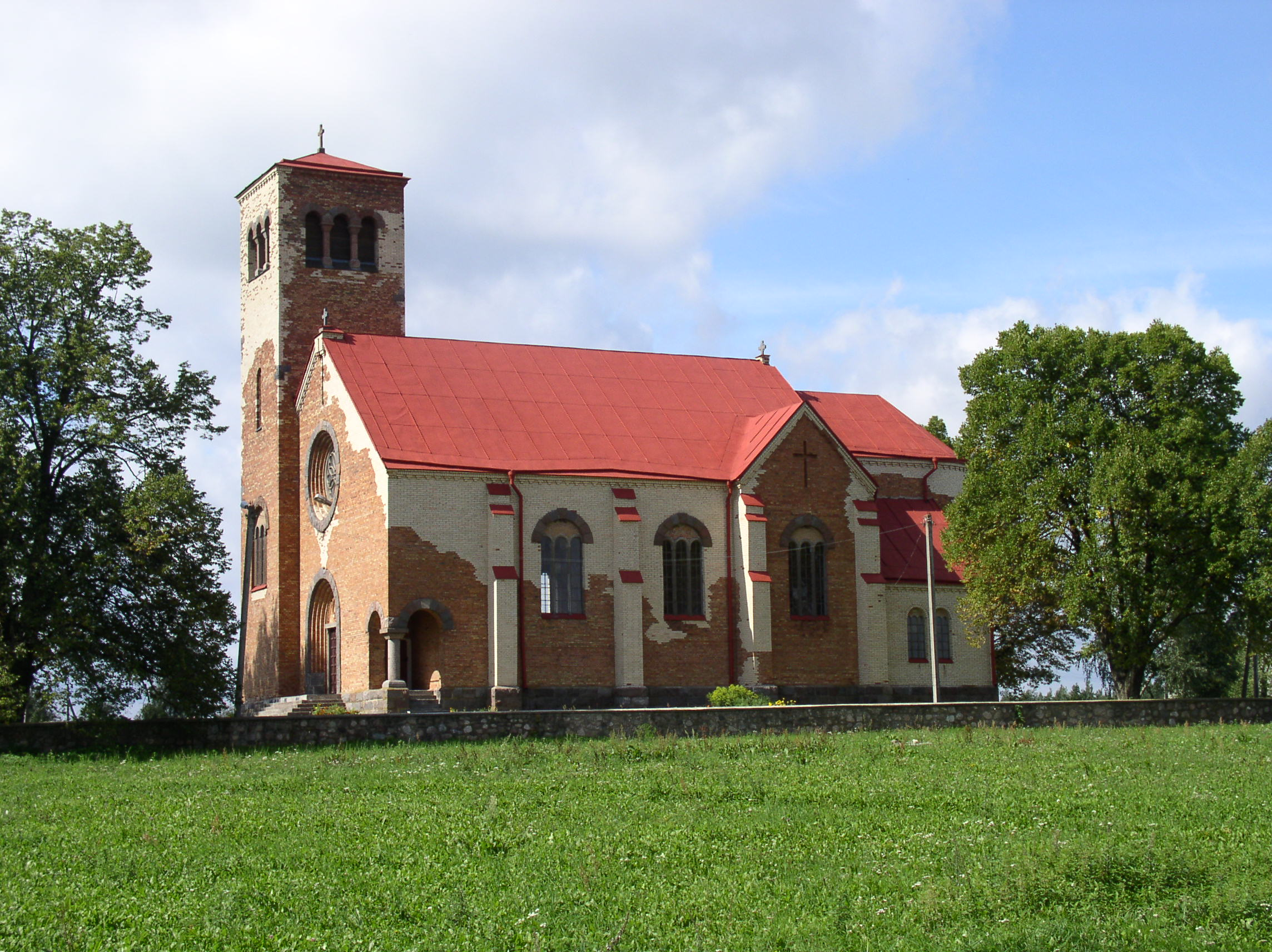
Церковь Пресвятого Сердца Иисуса в Хотова
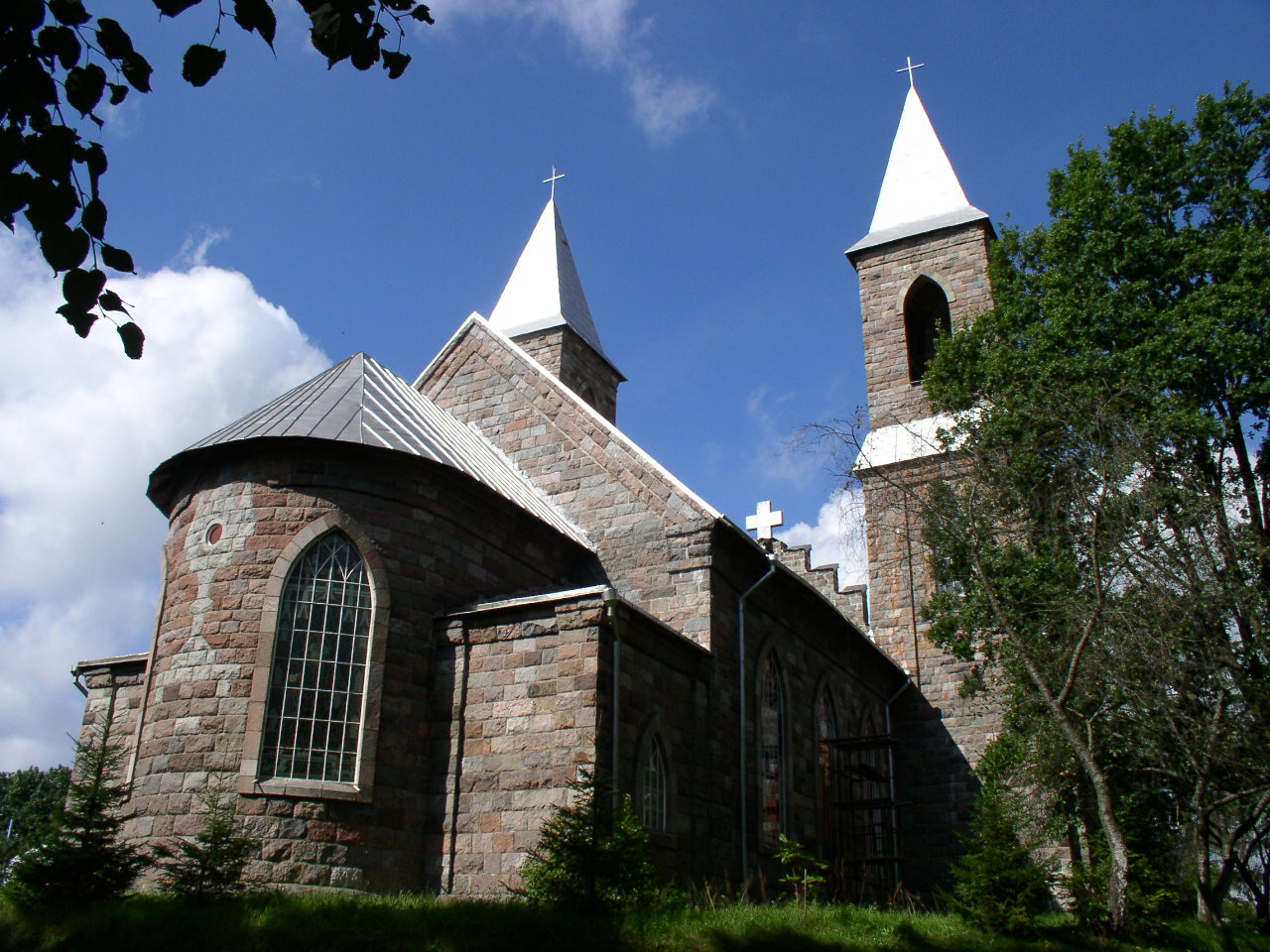
Костёл Святого Иосифа в Рубежевичи

## СМИ
Издаётся районная газета «Прамень».

## Известные уроженцы
Герои Социалистического Труда — уроженцы Столбцовского района:
- Роман Леопольдович Ванькович (р. 1 февраля 1937), д. Деревная.
- Анна Семёновка Щетько (р. 16 августа 1937), д. Стецки.

Писатели: Якуб Колас (1882—1956, д. Акинчицы), Генрих Далидович (р. 1946, д. Янковичи), Алесь Комаровский (р. 1947, д. Миколаевщина), Казимир Камейша (р. 1943, д. Малые Новики), Язеп Лёсик (1883—1940, д. Миколаевщина), Владислав Павлюковский (1895—1955, д. Иница), Владимир Мархель (1940—2013, д. Жигалки); Учёные: Юрий Александровский (р. 1927, д. Миколаевщина), Иван Глоба (р. 1945, д. Заямное), Зинаида Данильчик (р. 1944, д. Савони), Тимофей Кожемяко (р. 1935, д. Ячонка), Анатолий Квасюк (р. 1956, д. Новый Свержень), Константин Лапко (р. 1946, г. Столбцы), Станислав Лукьянчик (р. 1953, д. Раевщина), Владимир Петкевич (р. 1935, д. Новый Свержень), Тамара Петкевич, (р. 1936, д. Новый Свержень), Вадим Судник (р. 1978, д. Деревная), Евстафий Шиманский (р. 1935, д. Подлесье).
На Столбцовщине (в имении Дзержиново) родился революционер, советский политический деятель, глава ряда наркоматов, основатель и глава ВЧК Феликс Эдмундович Дзержинский (1877—1926).